# Truth (D-SHADEの曲)
「Truth」（トゥルース）は、日本のヴィジュアル系ロックバンド、D-SHADEのメジャー4枚目のシングル。
2021年、ドラムのYUJIが自身のYouTubeチャンネルでセルフカバーを配信。

## 解説
- テレビ朝日系『4大ロードレース』テーマソング[2]

## 収録曲
1. Truth(4:29)
作詞:HIBIKI、作曲:KEN、編曲:D-SHADE
2. Knock on me(Remix Version)(4:23)
作詞:KEN・HIBIKI、作曲:KEN、編曲:D-SHADE

## 収録アルバム
- オリジナル『True』（1998年12月23日）
- ベスト『ZERO 〜 Single Collection 〜』（2000年5月31日）